# Melchor Wolmar
Melchor Wolmar, conocido también en latín como Melchior Rufus Volmar o Melior Volmarius (Rottweil, 1497 - Eisenach, 1 de agosto de 1561), helenista, jurista y erudito protestante alemán.

## Biografía
Trabajó como profesor de humanidades en Orleáns y enseñó el griego a los futuros protestantes Juan Calvino y Teodoro de Beza, sus principales discípulos, inspirándoles el deseo de reformar la Iglesia. Presionado por los decretos de Francisco I contra las herejías, abandonó Francia atraído por el duque Ulrico de Wittenberg, quien le hizo profesor de derecho en Tubinga. Tras haber ejercido sus cargos con distinción, se retiró a Eisenach, donde murió de apoplejía a los sesenta y cuatro años.
Wolmar tenía tal reputación de probidad que las gentes de letras lo llamaban Melior, que en latín significa "mejor", en vez de Melchor. El "Prefacio" que antepuso a la Grammaire Grecque de Demetrio Calcocondilas era considerado en su época como un modelo del género. Dejó además unos Comentarios sobre los dos primeros líbros de la Ilíada de Homero.